# Bartolomé Carrasco Briseño
Bartolomé Carrasco Briseño (Tlaxco, Tlaxcala, 18 de agosto de 1918-Oaxaca, 7 de enero de 1999) fue un arzobispo mexicano que sirvió a las Diócesis de Huejutla en Hidalgo, la Diócesis de Tapachula en Chiapas y la Arquidiócesis de Antequera en Oaxaca.

## Biografía
Monseñor Carrasco Briseño nació en el estado de Tlaxcala el 18 de agosto de 1918. Estudió humanidades y dos años de filosofía en el Pontificio Seminario Palafoxiano en la ciudad de Puebla. Posteriormente realizó estudios de Teología y Derecho Canónico en la Pontificia Universidad Gregoriana de Roma. Fue ordenado sacerdote en la Basílica de San Juan de Letrán en Roma por el Arzobispo Luigi Traglia el 31 de marzo de 1945. Trabajó en la curia arzobispal de Puebla y fue profesor, director espiritual y rector del Seminario Palafoxiano de 1947 a 1963 hasta ser nombrado obispo.

## Obispo
El 19 de agosto de 1963, el papa Pablo VI le nombró III Obispo de la Diócesis de Huejutla siendo consagrado el 17 de diciembre del mismo año por el Arzobispo de Puebla Octaviano Márquez y Toriz. En esta diócesis permaneció hasta 1967 en que fue trasladado como primer rector del Pontificio Colegio Mexicano en Roma, hasta el 11 de junio de 1971 que fue nombrado obispo de Tapachula. Finalmente, el 11 de junio de 1976 el mismo papa Pablo VI lo nombró Arzobispo de la Arquidiócesis de Antequera en Oaxaca, cargo del que se retiró el 4 de octubre de 1993 continuando en la arquidiócesis como Arzobispo emérito hasta su muerte acaecida el 7 de enero de 1999. Sus restos mortales reposan en la cripta de los obispos de la Catedral de Oaxaca.
| Predecesor: Ernesto Corripio Ahumada          | Arzobispo de Antequera (Oaxaca) 1976 - 1993 | Sucesor: Héctor González Martínez |
| Predecesor: Adolfo Hernández Hurtado          | Obispo de Tapachula 1971 - 1976             | Sucesor: Juvenal Porcayo Uribe    |
| Predecesor: Primer Titular                    | Obispo Titular de Claternae 1967 - 1971     | Sucesor: Ricardo Jamin Vidal      |
| Predecesor: Manuel Jerónimo Yerena y Camarena | Obispo de Huejutla 1963 - 1967              | Sucesor: Serafín Vásquez Elizalde |